# Pashto
Pashto (eget namn پښتو) är ett östiranskt språk som tillhör den indoeuropeiska familjen. Pashto talas av folkgruppen pashtuner, men idag finns ingen absolut samstämmighet mellan modersmål och etnisk tillhörighet.
Pashto talas av cirka 45–50 miljoner människor. I Pakistan talas pashto av 25 miljoner människor (15 % av Pakistans befolkning) och är landets näst största språk. Språket talas mest i västra Pakistan, och är det provinsiella officiella språket i de federalt administrerade stamområdena FATA (99,1 % pashtotalande) och i provinserna Khyber Pakhtunkhwa (73,9 % pashtotalande) och Baluchistan (29,64 % pashtotalande).
I Afghanistan talas språket av 18–19 miljoner människor. Det är ett av de officiella språken i Afghanistan tillsammans med dari.
Pashto har betecknats som ett makrospråk omfattande tre språk: central, nordlig och sydlig pashto.
Litteraturen på pashto är starkt influerad av persisk litteratur.

## Fonologi

### Konsonanter
|             | Bilabial | Dental-alveolar | Palatal  | Retroflex | Velar  | Uvular | Faryngal | Glottal |
| ----------- | -------- | --------------- | -------- | --------- | ------ | ------ | -------- | ------- |
| Nasal       | m        | n               |          | ɳ         | ŋ      |        |          |         |
| Klusil      | p \| b   | t \| d          |          | ʈ \| ɖ    | k \| g | q      |          | ʔ       |
| Affrikat    |          | t͡s \| d͡z        | t͡ʃ \| d͡ʒ |           |        |        |          |         |
| Frikativ    | f        | s \| z          | ʃ \| ʒ   |           | x \| ɣ |        | ħ \| ʕ   | h       |
| Tremulant   |          | r               |          | ɽ         |        |        |          |         |
| Lateral     |          | l               |          |           |        |        |          |         |
| Approximant | w        |                 | j        |           |        |        |          |         |

Källa:

### Vokaler
|              | Främre | Central | Bakre |
| ------------ | ------ | ------- | ----- |
| Sluten       | i      |         | u     |
| Halvsluten   | ɪ      |         | ʊ     |
| Mellansluten | e      | ə       | o     |
| Öppen        |        | a       |       |

Källa:

## Skriftspråk
Pashto har sedan den tid då islam bredde ut sig över Centralasien skrivits med en modifierad form av arabisk skrift. Det finns 44 bokstäver.